# Gail Elliott
Gail Elliott (15 de junio de 1966) es una exmodelo y diseñadora británica.

## Primeros años
Elliot nació en el vecindario de Balham en Londres, Inglaterra en 1966. Es de ascendencia india, inglesa, irlandesa, italiana, portuguesa, y escocesa.

## Carrera

### Modelaje
Elliot empezó a modelar a los 17 años, después de ser animada a hacerlo por su profesora de ballet. Se mudó a Tokio, Japón, donde trabajó como modelo por dos años,  para luego mudarse a Nueva York. A través de los años, Elliott ha modelado para grandes marcas como Versace, Valentino, Armani, Ralph Lauren, Karl Lagerfeld, Calvin Klein, Dolce & Gabbana, Marc Jacobs, Chanel, Tom Ford, y Donna Karan. Elliot ha trabajado para fotógrafos como Steven Meisel y Mario Testino. Su carrera como modelo duró 24 años.

### Little Joe Woman
Elliot se aventuró en el mundo del diseño, empezando una marca con su marido, Joe Coffey en 2002, a la que llamaron Little Joe Woman. La marca fue fundada en Nueva York aunque su sede se redirigió a Sídney. La sede fue luego transferida a Bali, Indonesia. El marido de Elliot es el CEO de la marca mientras Elliot es la directora creativa. La marca, la cual ha sido descrita como una "línea chic roquera y lujosa", originalmente vendía vestidos holgados y camisones.